# Spilogona immaculiventris
Spilogona immaculiventris este o specie de muște din genul Spilogona, familia Muscidae. A fost descrisă pentru prima dată de Malloch în anul 1923. Conform Catalogue of Life specia Spilogona immaculiventris nu are subspecii cunoscute.